# Feralpisalò 2011-2012
Questa pagina raccoglie le informazioni riguardanti la Feralpisalò nelle competizioni ufficiali della stagione 2011-2012.

## Stagione
Nella stagione 2011-2012 la Feralpisalò ha disputato il girone B del campionato di Prima Divisione della Lega Pro. Con 38 punti in classifica si è piazzata in tredicesima posizione. Il torneo è iniziato con l'allenatore Claudio Rastelli, ma è iniziato male, dopo cinque giornate con un solo punto in classifica si è passati nelle mani di Gian Marco Remondina che ha guidato i Leoni del Garda ad una tranquilla salvezza. Il girone di andata si è chiuso con i verdeblù relegati all'ultimo posto con 13 punti, di altro spessore il girone di ritorno, con 25 punti intascati. La Feralpisalò ha anche preso parte alla Coppa Italia nazionale, partecipazione flash, in quanto il Taranto si è imposto (1-2) al Turina. Nella Coppa Italia Lega Pro, la squadra gardesana avendo disputato la Coppa nazionale, entra in scena nei turni ad eliminazione diretta, ma esce subito nel primo turno, perdendo (0-1) il derby bresciano con il Lumezzane.

## Divise e sponsor
Lo sponsor tecnico per la stagione 2011-2012 è Lotto mentre gli sponsor ufficiali sono Feralpi e Fonte Tavina.
| Casa | Trasferta | Terza divisa |

## Rosa
| N. |                   | Ruolo | Calciatore           |
| -- | ----------------- | ----- | -------------------- |
|    | Italia (bandiera) | P     | Paolo Branduani      |
|    | Italia (bandiera) | P     | Davide Zomer         |
|    | Italia (bandiera) | D     | Nicholas Allievi     |
|    | Italia (bandiera) | D     | Alessandro Pio Basta |
|    | Italia (bandiera) | D     | Francesco Bianchetti |
|    | Italia (bandiera) | D     | Leonardo Blanchard   |
|    | Italia (bandiera) | D     | Mauro Bonaccorsi     |
|    | Italia (bandiera) | D     | Vincenzo Camilleri   |
|    | Italia (bandiera) | D     | Roberto Cortellini   |
|    | Italia (bandiera) | D     | Omar Leonarduzzi     |
|    | Italia (bandiera) | D     | Andrea Savoia        |
|    | Italia (bandiera) | D     | Andrea Turato        |
|    | Italia (bandiera) | C     | Michele Castagnetti  |

| N. |                           | Ruolo | Calciatore        |
| -- | ------------------------- | ----- | ----------------- |
|    | Italia (bandiera)         | C     | Davide Drascek    |
|    | Italia (bandiera)         | C     | Stefano Fusari    |
|    | Italia (bandiera)         | C     | Fabio Maccabiani  |
|    | Rep. del Congo (bandiera) | C     | Fidèle Muwana     |
|    | Italia (bandiera)         | C     | Mirko Sala        |
|    | Italia (bandiera)         | C     | Michele Sella     |
|    | Italia (bandiera)         | C     | Emiliano Tarana   |
|    | Italia (bandiera)         | A     | Andrea Bracaletti |
|    | Italia (bandiera)         | A     | Edoardo Defendi   |
|    | Italia (bandiera)         | A     | Simone Dell'Acqua |
|    | Italia (bandiera)         | A     | Antonio Montella  |
|    | Rep. Ceca (bandiera)      | A     | Jaroslav Šedivec  |
|    | Italia (bandiera)         | A     | Michele Tarallo   |

## Risultati

### Campionato

#### Girone di andata
| Arbitro: | Saia (Palermo) |

|           |           |  |
| Godeas 3’ | Marcatori |  |

| Salò 11 settembre 2011 2ª giornata | Feralpisalò   | 0 – 0 referto | Südtirol | Stadio Lino Turina\| Arbitro: \| Caso (Verona) \| |
| Arbitro:                           | Caso (Verona) |               |          |                                                   |

| Arbitro: | Petroni (Roma) |

|                          |           |  |
| Caccetta 22’ Gambino 56’ | Marcatori |  |

| Arbitro: | Verdenelli (Foligno) |

|  |           |                    |
|  | Marcatori | 77’ Luppi 82’ Radi |

| Arbitro: | Marini (Roma) |

|            |           |                            |
| Tarana 25’ | Marcatori | 40’ (rig.) Longoni 82’ Moi |

| Arbitro: | Bietolini (Firenze) |

|             |           |  |
| Adeleke 47’ | Marcatori |  |

| Arbitro: | Ros (Pordenone) |

|  |           |            |
|  | Marcatori | 25’ Guzmán |

| Arbitro: | Benassi (Bologna) |

|  |           |            |
|  | Marcatori | 68’ Tarana |

| Salò 23 ottobre 2011 9ª giornata | Feralpisalò      | 0 – 0 referto | Bassano Virtus | Stadio Lino Turina\| Arbitro: \| Strocchia (Nola) \| |
| Arbitro:                         | Strocchia (Nola) |               |                |                                                      |

| Arbitro: | Albertini (Ascoli Piceno) |

|  |           |             |
|  | Marcatori | 41’ Drascek |

| Arbitro: | Manganiello (Pinerolo) |

|                    |           |            |
| Tarallo 55’ (rig.) | Marcatori | 25’ Evacuo |

| Arbitro: | Bruno (Torino) |

|             |           |  |
| Pestrin 43’ | Marcatori |  |

| Arbitro: | Penno (Nichelino) |

|  |           |            |
|  | Marcatori | 28’ Pisanu |

| Arbitro: | Adducci (Paola) |

|            |           |             |
| Comini 56’ | Marcatori | 30’ Defendi |

| Arbitro: | Chiffi (Padova) |

|                  |           |                          |
| Defendi 56’, 86’ | Marcatori | 18’ Corrent 52’ Giovinco |

| Arbitro: | Aversano (Treviso) |

|               |           |               |
| La Mantia 85’ | Marcatori | 2’ Bracaletti |

| Arbitro: | Ripa (Nocera Inferiore) |

|                   |           |              |
| Tarana 75’ (rig.) | Marcatori | 5’ Pavoletti |

#### Girone di ritorno
| Arbitro: | Cifelli (Campobasso) |

|                          |           |  |
| Bracaletti 9’ Fusari 75’ | Marcatori |  |

| Arbitro: | Fiore (Barletta) |

|                          |           |  |
| Fischnaller 32’ Fink 59’ | Marcatori |  |

| Arbitro: | Roca (Foggia) |

|             |           |                          |
| Defendi 12’ | Marcatori | 37’ Caccetta 80’ Madonia |

| Portogruaro 29 gennaio 2012 21ª giornata | Portogruaro-Summaga | 0 – 0 referto | Feralpisalò | Stadio Pier Giovanni Mecchia\| Arbitro: \| Tardino (Milano) \| |
| Arbitro:                                 | Tardino (Milano)    |               |             |                                                                |

| Arbitro: | Morreale (Roma) |

|               |           |  |
| Fernández 81’ | Marcatori |  |

| Arbitro: | Manganiello (Pinerolo) |

|  |           |                           |
|  | Marcatori | 9’ Tamburini 53’, 81’ Piá |

| Arbitro: | Brasi (Seregno) |

|                           |           |                       |
| Bracaletti 81’ Tarana 87’ | Marcatori | 1’ Gavilán 53’ Foglia |

| Arbitro: | D. Ceccarelli (Terni) |

|                            |           |                    |
| Castagnetti 12’ Tarana 43’ | Marcatori | 90’ (rig.) Fossati |

| Arbitro: | Castrignanò (Brindisi) |

|            |           |                        |
| Mateos 81’ | Marcatori | 65’ (rig.), 70’ Tarana |

| Arbitro: | Bietolini (Firenze) |

|               |           |  |
| Blanchard 90’ | Marcatori |  |

| Arbitro: | Pairetto (Nichelino) |

|                                           |           |  |
| Evacuo 8’ (rig.) Buzzegoli 45’ Casoli 81’ | Marcatori |  |

| Arbitro: | Bindoni (Venezia) |

|                |           |  |
| Bracaletti 48’ | Marcatori |  |

| Arbitro: | Adducci (Paola) |

|                       |           |                                                 |
| Lamma 10’ Cavagna 15’ | Marcatori | 35’ (rig.) Tarana 82’ Castagnetti 90+3’ Defendi |

| Salò 15 aprile 2012 31ª giornata | Feralpisalò     | 0 – 0 referto | Andria BAT | Stadio Lino Turina\| Arbitro: \| La Penna (Roma) \| |
| Arbitro:                         | La Penna (Roma) |               |            |                                                     |

| Carrara 22 aprile 2012 32ª giornata | Carrarese                         | 0 – 0 referto | Feralpisalò | Stadio dei Marmi\| Arbitro: \| Gallo (Barcellona Pozzo di Gotto) \| |
| Arbitro:                            | Gallo (Barcellona Pozzo di Gotto) |               |             |                                                                     |

| Arbitro: | Rocca (Vibo Valentia) |

|            |           |                   |
| Tarana 31’ | Marcatori | 3’, 59’ Santoruvo |

| Arbitro: | Merlino (Udine) |

|           |           |                         |
| Volpe 27’ | Marcatori | 23’ Montella 83’ Tarana |

### Coppa Italia
| Arbitro: | Brasi (Seregno) |

|            |           |                        |
| Savoia 66’ | Marcatori | 18’ Guazzo 84’ Girardi |

### Coppa Italia Lega Pro
| Arbitro: | Taioli (Cesena) |

|  |           |               |
|  | Marcatori | 44’ Antonelli |